# Episinus taprobanicus
Episinus taprobanicus är en spindelart som först beskrevs av Simon 1895.  Episinus taprobanicus ingår i släktet Episinus och familjen klotspindlar.
Artens utbredningsområde är Sri Lanka. Inga underarter finns listade i Catalogue of Life.